# الکساندر بابور
الکساندر بابور (روسی: Александр Викторович Бабор؛ زادهٔ ۱۷ مارس ۱۹۸۰) بازیکن فوتبال اهل اوکراین است.